# Freila
Freila ist eine Gemeinde in der Provinz Granada im Südosten Spaniens mit 947 Einwohnern (Stand: 2024). Die Gemeinde liegt in der Comarca Baza. 

## Geografie
Die Gemeinde liegt im Norden der Provinz und grenzt an Baza, Cuevas del Campo, Dehesas de Guadix, Gorafe, Guadix und Zújar.

## Geschichte
Im 14. Jahrhundert bestand die innere Verteidigungslinie des Emirat Granada im Baza-Gebiet aus den Festungen Bastetana, Caniles, Benamaurel, Benzalema, Bácor, Cúllar, Zújar und Freila, die alle aus der Zeit der Almohaden bis zu den Nasriden stammten.  Im Jahr 1495, nach der christlichen Eroberung, wurden die Orte Zújar und Freila dem Konstabler von Navarra, Luis de Beaumont, als Grundherrschaft übertragen. Im Jahr 1501 kehrten sie in die königliche Gerichtsbarkeit von Baza zurück.
In einer Aufzeichnung aus dem Jahr 1847 wird vermerkt, dass die Hauptanbauprodukte Gerste, Roggen und Kartoffeln waren und dass es eine Getreidemühle gab. Laut einer Volkszählung hatte es 1787 382 Einwohner und war eine königliche Stadt, die zum Bezirk Baza gehörte. Zu Beginn des 20. Jahrhunderts, im Jahr 1907, wurde die Eisenbahnlinie Baza-Guadix eröffnet, die Teil der Ferrocarril del Almanzora war und durch das Gemeindegebiet von Freila führte. Im letzten Drittel des 20. Jahrhunderts kam es zu einer Landflucht, hauptsächlich in die Industriestädte Kataloniens, Madrids und Valencias, so dass Freila im Zeitraum von 1950 bis 1974 mehr als die Hälfte seiner Bevölkerung verlor.

## Wirtschaft
Die Wirtschaft des Dorfes ist hauptsächlich landwirtschaftlich geprägt.